# Cobubatha versutus
Cobubatha versutus là một loài bướm đêm trong họ Noctuidae.